# وارويك روجر
وارويك روجر (بالإنجليزية: Warwick Roger)‏ هو صحفي نيوزلندي، ولد في 21 أغسطس 1945، وتوفي في 16 أغسطس 2018.